# 迷失太空 (電影)
是一部1998年的美國科幻冒險電影，由史蒂芬·霍普金斯執導。主演是威廉·赫特、麥特·勒布郎和加利·奧文。本片在倫敦和謝珀頓拍攝，新線影業公司製作。劇情改編自1965年至1968年的CBS電視劇《迷失太空》。
幾名來自原版電視劇的演員都在本片作友情客串。

## 演員
- 威廉·赫特 飾 John Robinson
- 咪咪·羅傑斯 飾 Maureen Robinson
- 海瑟·葛拉罕 飾 Dr. Judy Robinson
- 萊西·察伯特 飾 Penny Robinson
- 傑克·約翰遜 飾 Will Robinson
- 麥特·勒布郎 飾 少校Don West
- 加利·奧文 飾 Dr. Zachary Smith / Spider Smith
- 迪克·特菲爾德（英语：Dick Tufeld） 飾 機器人的配音
- 傑瑞德·哈里斯 飾 年老的Will Robinson
- 藍尼·詹姆士 飾 Jeb Walker
- 愛德華·福克斯 飾 商人

## 外部連結
- 互联网电影数据库（IMDb）上《迷失太空》的资料（英文）
- TCM电影资料库上《迷失太空》的资料（英文）
- AllMovie上《迷失太空》的资料（英文）
- Box Office Mojo上《迷失太空》的資料（英文）
- 爛番茄上《迷失太空》的資料（英文）
- Metacritic上《迷失太空》的資料（英文）